# Анастас Саламбашев
Анастас Василев Саламбашев е български езиковед, доктор по сравнително езикознание.

## Биография
Роден е на 3 април 1911 г. в Устово. Майка му е тютюноработничка, а баща му е зидар. Анастас е най-голямото от общо петте деца в семейството. Баща му умира рано и поради това малкият Анастас започва да работи едва деветгодишен, като чирак в една кръчма. Известно време е обущар, работник в тухларска фабрика, помощник готвач, архивар, машинописец, книговодител и други. Завършва като частен ученик. От септември 1938 до декември 1940 г. е студент в Софийския университет, а от началото на 1941 до юли 1943 г. продължава образованието си в Мюнхенския университет като стипендиант. В Мюнхен защитава и докторска дисертация на тема „Имената на реките в българската езикова област“. През учебната 1943 – 1944 г. е стажант в ІІІ образцова гимназия в София, като учител по немски език. След това работи на летището в Ямбол, а по-късно е счетоводител във фирмата „Панекспорт“ – София. Участва във Втората световна война, като редник от трета трудова дружина. След войната учителства в Ямбол, а след уволнението му през октомври 1949 г. е на счетоводна работа. В периода 1958 – 1959 и 1963 – 1964 г. е учител по немски език и директор на Строителния техникум в Смолян. През 1971 г. се пенсионира, като учител по немски език в Ямболския техникум по механотехника. Умира през 1981 г.
Личният му архив се съхранява във фонд 907 в Държавен архив – Смолян. Той се състои от 416 архивни единици от периода 1911 – 2002 г.

## Творчество
В периода 1934 – 1973 г. публикува в различни вестници и списания около 150 статии, предимно по езикови въпроси. В 1935 година публикува „Кратка немска граматика“. Дисертацията му е един от първите трудове по хидронимия в България. Сътрудничи в периодични издания на БАН, „Родопски сборник“, „Известия на Институтите по български език“. Автор е на монографията „Местните имена в Смолянско“. Освен доктор по сравнително езикознание, от 1956 година е извънщатен научен сътрудник при Института по езикознание на БАН, а от 1970 г. е редовен член на Съюза на научните работници в България.
Носител е на златна значка на Българския есперантски съюз за проявена активна 30-годишна есперантска дейност. Владее старите езици – санскрит, старогръцки, латински и старобългарски, както и есперанто, немски, английски, руски, гръцки и турски.